# Sergei Ostapenko
Sergei Sergejewitsch Ostapenko (russisch Сергей Сергеевич Остапенко; * 23. Juni 1986 in Alma-Ata) ist ein kasachischer ehemaliger Fußballspieler.

## Karriere
Ostapenko spielte bereits mit 17 Jahren bei Zesna Almaty in der 2. kasachischen Liga und stieg Ende 2003 mit dem Verein in die 1. Liga auf. Nach einer schwachen Ausbeute mit 12 Toren in 82 Spielen wurde er 2007 an Tobol Qostanai verkauft. Hier gelang ihn sein erster großer Durchbruch und er machte sich in Kasachstan einen Namen. In 26 Spielen erzielte er 10 Tore. Diese Leistung führte dann zu einem Wechsel ins Ausland. Seit Januar 2008 spielte Ostapenko für Royal Antwerpen (den Klub seines Landsmannes Maksim Schalmaghambetow), wurde dort aber nie eingesetzt und kehrte im Juli 2008 nach Kasachstan zurück. 2010 wechselte er zum kasachischen Verein FK Astana, mit dem er in der gleichen Saison den kasachischen Pokal gewann. Nach einem Jahr bei Schetissu Taldyqorghan 2011 kehrte er 2012 zu FK Astana zurück.

## Nationalmannschaft
Am 6. Juni 2007 bestritt Ostapenko gegen Aserbaidschan sein erstes Länderspiel für die kasachische Fußballnationalmannschaft. Er wurde in den Qualifikationsspielen zu EM 2008, WM 2010, EM 2012 und WM 2014 eingesetzt.

## Erfolge
- Kasachischer Meister: 2009
- Kasachischer Pokalsieger: 2006, 2007, 2010, 2012